# Бисмоклит
Бисмокли́т, иногда ви́смоклит (англ. Bismoclite)  — вторичный минерал висмута, редкий минерал класса галогенидов, природная форма оксохлорида висмута (химическая формула BiOCl), относится к группе матлокита. Образуется и встречается преимущественно в зонах окисления, размыва или выветривания гранитных пегматитов и грейзенов.

## Название и история
Минералогический термин бисмокли́т (вместо ожидаемого по-русски висмокли́та) возник в качестве кальки с английского Bismoclite. Слово представляет собой синтетическое сокращение от химического состава минерала: «висмута оксихлорид, висмо-хлорид» (bismuth oxychloride) — бисмоклид или бисмоклит.
Впервые бисмоклит был найден и описан Маунтейном (англ. Mountain) в Южной Африке (1935 год, река Оранжевая) в речном аллювии ниже по течению от висмутсодержащих пегматитов Штайнкопфа в Намакваленде. Бисмоклит имел форму включений в гранитных пегматитах. Спустя шесть лет, в 1941 году Шеллер (англ. Schaller) обнаружил бисмоклиты в кварцевых жилах Голдфильда, Невада (США) в ассоциации с иодаргиритом (AgJ).
До 1960 года на территории Советского Союза бисмоклит был обнаружен только единожды, в рудах вольфрамового месторождения Караоба (Карагандинская область, Шетский район), где он встречался тонкими включениями в кварцевых жилах по зонам окисления. Там бисмоклит находился в ассоциации с висмутином, вольфрамитом, козалитом и самородным висмутом преимущественно в виде псевдоморфоз по первичным висмутовым минералам. В конце 1950-х годов бисмоклит был найден на Западном Тянь-Шане, в одном из месторождений Восточного Карамазара (Таджикистан).:186

## Свойства
Разности бисмоклита, как правило, очень малы, нитевидные, имеют землистый цвет; кристаллы  мелкие, чешуйчатые или тонкие прямоугольные, редко с углами, усечёнными под углом 45°. Представляя собой вторичный минерал, продукт разрушения висмутовых минералов, образует псевдоморфозы, тонкие плёнки, а также мелкие сферолиты. Непрозрачный или прозрачный в мелких зёрнах или сколах. Цвет кристаллов от кремово-белого или бледно-серого до желтовато-коричневого; в тонких шлифах — бесцветный. Блеск на поверхностях спайности жирный, шелковистый до перламутрового; в массиве — матовый до землистого. Под микроскопом в отражённом свете цвет минерала серовато-коричневатый. Анизотропия очень слабая.
Бисмоклит чаще всего образует тонкие каёмки или развивается вдоль тонких трещинок и спайности в окружающей породе; изредка наблюдаются частичные или полные псевдоморфозы. Нередко в ассоциации с бисмоклитом находится халькозин, реже ковеллин.:186
Отдельные кристаллы — пластинчатые, столбчато-волокнистые, землистые. Спайность совершенная по {001}, без излома, кристаллы очень пластичны. Расчётная плотность: 7,784 г/см3, а фактическая — около 7,36 г/см3.
При исследовании кристаллической структуры бисмоклита было установлено, что кристаллическая решётка минерала состоит из связанных декаэдров, как правило, в форме квадратной антипризмы. Молекулы оксохлорида соединены по четыре. Десятигранники составлены из двух квадратов со сторонами 3,487 Å (O-O-O-O и Cl-Cl-Cl-Cl), связанных восемью равнобедренными треугольниками (O-Cl-O и Cl-O-Cl), с атомом висмута в центре. Расстояния Bi-O и Bi-Cl равны 2,316 Å и 3,059 Å соответственно. Расстояния O-Cl в треугольниках равны 3,249 Å. Декаэдры связаны друг с другом через общие стороны O-Cl.

## Состав
Бисмоклит — вторичный минерал висмута, минерал класса галогенидов. Как первоначально предполагалось по химической формуле, он состоит из ионов висмутила (BiO+) и анионов хлора (раньше это соединение назвалось хлористый висмутил или висмутил-хлорид). Однако по результатам химических анализов реальность существования двухатомного иона висмутила была поставлено под сомнение. В отличие от признанных западным научным сообществом радикалов типа гидроксил, карбонил, хромил, уранил или ванадил, согласно действующим правилам ИЮПАК, названия типа висмутил и антимонил для ВiO+ и SbO+ не рекомендуются, и их присутствие в соединениях предпочтительно обозначать как оксиды.:16 Таким образом, считается, что бисмоклит состоит из оксихлорида висмута. Между тем, это мнение не является общепризнанным и спор учёных очевидным образом не получил однозначного разрешения. В частности, российская химическая наука до сих пор продолжает придерживаться мнения, что радикал висмутила, катион с положительным зарядом1+, проявляющий себя как одновалентный металл, реально существует. Согласно этой точке зрения, бисмоклит следовало бы определять как висмутил-хлорид или хлористый висмутил.
Вероятным источником ионов хлора для образования бисмоклита, как правило, служат грунтовые трещинные воды в зоне гипергенеза. Наиболее благоприятным временем для образования бисмоклита мог быть период палеогена начального неогена с присущим ему аридным климатом и хлоридной гидрогеохимической средой, когда во многих районах разломов шло накопление соленосных пород и гипсов.:187 В зонах окисления бисмоклит нередко присутствует в общей массе псевдоморфного вещества как сопутствующая примесь к бисмутиту, который, в свою очередь, выделяется в виде псевдоморфоз по висмутину. Причём, образование бисмутита и бисмоклита происходит на месте при медленном окислении висмутина, практически без миграции висмута.
Согласно свойствам основного составляющего его вещества, оксохлорида висмута, бисмоклит растворяется в избытке кислоты без выделения газов, а при разбавлении раствора водой — снова выпадает в осадок мутно-белёсого цвета.

## Месторождения
Первое обнаруженное место залегания бисмоклита находилось в Южной Африке: Шакалс-Уотер (англ. Jakkalswater, Jackal), к юго-западу от Приски, в аллювии реки Оранжевая. В качестве сопутствующих минералов выступал бисмутит и слюда из находящихся неподалёку пегматитов.
Находки бисмоклита в грейзенах района Байгу (англ. Bygoo) Австралия сопровождались висмутином в качестве первичной руды. В США бисмоклит попадается в штате Юта, район Тинтик в горах Ист-Тинтик (англ. Tinticdistrict) в сопровождении бисмутита, а также ярозита, алунита и церуссита. В урановых разработках неподалёку от Далбитти (Шотландия) бисмоклит находили в соседстве с атакамитом и коннелитом.
В России бисмоклит обнаружен на восточных склонах Северного Урала, на Воронцовском золотоносном месторождении (Свердловская область, Краснотурьинский городской округ). В Казахстане — в разработках Кара-Оба (Карагандинская область, Шетский район). В Таджикистане — на Западном Тянь-Шане, в одном из месторождений Восточного Карамазара. Для последнего из перечисленных месторождений характерна широко развитая и глубоко (до 150-200 м) прослеживающаяся зона окисления. Бисмоклит здесь образует тонкие каёмки или развивается вдоль тонких трещинок и спайности в основной породе сульфовисмутита серебра и свинца; изредка наблюдаются частичные или полные псевдоморфозы.:186-187}

## Применение
Бисмоклит — редкий вторичный минерал, продукт окисления основных руд висмута в присутствии активных ионов хлора. Кроме того, бисмоклит не представляет собой окончательный продукт окисления. К примеру, при окислении самородного висмута в условиях гипергенеза промежуточным продуктом является хлорид висмута, а конечным — труднорастворимый карбонат.:96 По этой причине бисмоклит встречается в месторождениях висмутина и самородного висмута в значительно меньших объёмах, чем аналогичные минералы бисмит и бисмутин, при которых он нередко присутствует в качестве примеси. С таким же успехом как эти последние, он может использоваться для получения висмута и его соединений. Однако главное значение бисмоклита — чисто научное, позволяющее точнее отслеживать и определять геохимические процессы в зонах окисления и выветривания основных висмутовых руд.
В медицинской диагностике бисмоклит (в форме очищенного оксохлорида висмута) применяется в качестве местного рентгеноконтрастного средства. Кроме того, в производстве косметических средств бисмоклит используется как улучшающая добавка, он придаёт перламутровый блеск губной помаде, лаку для ногтей и теням для глаз. В химической промышленности в процессе крекинга углеводородов оксохлорид висмута употребляется в качестве катализатора.